# Saint-Mars-sous-Ballon
Saint-Mars-sous-Ballon là một xã trong tỉnh Sarthe ở tây bắc nước Pháp. Xã này nằm ở khu vực có độ cao từ 54-130 mét trên mực nước biển.